# KO Большой Медведицы
KO Большой Медведицы (лат. KO Ursae Majoris), HD 68192 — одиночная переменная звезда в созвездии Большой Медведицы на расстоянии приблизительно 310 световых лет (около 95 парсеков) от Солнца. Видимая звёздная величина звезды — от +7,22m до +7,18m.

## Характеристики
KO Большой Медведицы — жёлто-белая переменная звезда типа Гаммы Золотой Рыбы (GDOR) спектрального класса F2. Эффективная температура — около 6842 К.